# Phaulernis monticola
Phaulernis monticola is een vlinder uit de familie van de borstelmotten (Epermeniidae). De wetenschappelijke naam van de soort is voor het eerst geldig gepubliceerd in 1982 door Inoue et al..